# 弗雷森
弗雷森是瑞士的城鎮，位於該國西部，由納沙泰爾州負責管轄，面積1.58平方公里，海拔高度620米，2011年人口222，四成半人口信奉基督教，人口密度每平方公里141人。